# 五徳のホルトノキ
五徳のホルトノキ（ごとくのホルトノキ）は、福岡県田川郡香春町の菅原神社境内に生育していたホルトノキの巨木である。推定の樹齢は500年以上とされ、菅原神社の神木として地元の人々の信仰対象になっていた。ホルトノキの代表的な巨木として、福岡県指定天然記念物や「新日本名木100選」に選定されるなどその名を知られていたが、1992年（平成4年）9月に台風の被害を受けて倒壊している。

## 由来
香春町は筑豊を形成する自治体の1つで、町域の中西部には香春岳がそびえている。香春岳は三つの山で構成されていて、南から一ノ岳、二ノ岳、三ノ岳と呼ばれている。一ノ岳、二ノ岳はセメント採掘によって登山は禁止され、三ノ岳のみが登山可能である。この山は五木寛之の小説『青春の門』の舞台としても知られている。
ホルトノキは千葉県以西の本州、四国、九州、沖縄の暖地に分布する常緑高木で、別名を「モガシ」ともいう。樹皮は灰褐色を呈し、樹皮と枝葉の煎汁を大島紬の黒褐色の染料として用いる。分布域は広く、大きく育ったものは樹高が30メートルに達するが、巨木は少ない。
五徳のホルトノキは、香春岳の一ノ岳西側に鎮座する菅原神社の裏山にある常緑樹林の中で生育していた。推定の樹齢は500年以上とされ、樹高は17メートル、幹廻りは6.1メートル、枝張りは四方に6.7メートルから14.6メートルを測っていた。樹形は傘状に広がり、地上2メートルほどのところに大きな空洞ができていた。この木にはネズミモチやヤブニッケイなどの樹木が着生し、ツタ類が巻き付いていた。
地元の人々はこの木を神木として敬い、菅原神社の祭礼や催しの際にはしめ縄を張り、酒を振りかけていた。菅原神社の境内は、毎年夏の盆が近づく時期に地元の子供会が清掃して木の保護を心掛けていた。この木はホルトノキの代表的な巨木として福岡県指定天然記念物に指定され、1990年（平成2年）に開催された「国際花と緑の博覧会」に合わせて企画された「新日本名木100選」では、福岡県から唯一選定された。
五徳のホルトノキは、写真家の渡辺典博が1991年（平成3年）に訪問したときには左側に伸びていた大枝が数本枯死していたが、右側の幹から伸びる枝の生育は良好だった。しかし、1992年（平成4年）9月の台風で大きな被害を受け、倒壊した。

## 交通アクセス
所在地
- 福岡県田川郡香春町五徳 菅原神社境内

交通
- JR九州日田彦山線香春駅から車で約10分、徒歩では香春駅から約30分[1]。